# چشم‌نواز (فیلم ۱۹۷۲)
چشم‌نواز (به هندی: Aanchal) فیلمی هندی محصول سال ۱۹۷۲ و به کارگردانی رامانا است. در این فیلم بازیگرانی همچون راکیش روشن، بهاراتی ویشوردان، اوم پراکاش و فریده جلال ایفای نقش کرده‌اند.